# 구대영
구대영(한국 한자: 具大榮, 1992년 5월 9일 ~ )는 대한민국의 축구 선수이며 포지션은 풀백이다. 현재 천안 시티 FC소속이다.

## 축구인 경력

### 선수 경력
2014 시즌을 앞두고 열린 2014 K리그 드래프트에서 K리그 챌린지의 FC 안양에 지명되었다. 자신의 이름과 비슷한 등번호 90번을 부여받았다.
2017 시즌을 앞두고 안양의 주장으로 선임되었다. 그러나 시즌 도중 주장 직을 내려놓고 아산 무궁화에 입대하였다.
전역 이후 수원 삼성 블루윙즈로 이적했다.

## 수상

### 팀

#### 아산 무궁화 축구단
- K리그2 우승: 2018

#### 수원 삼성 블루윙즈
- FA컵 우승: 2019